# 迅雷
迅雷是由中國深圳市迅雷网络技术有限公司开发的一款下載軟體，可以进行超文本传输协议、檔案傳輸協定、BitTorrent协议及eDonkey网络的下载，為中國大陆用户最多的下載器之一。

## 迅雷公司
迅雷於2002年底由邹胜龙及程浩创建於美国硅谷。2003年1月底，创办者在中國成立深圳市三代科技开发有限公司。並於2005年5月更名为深圳市迅雷网络技术有限公司，同时作为迅雷在大中华区的研发中心和运营中心。迅雷行业合作者包括盛大、新浪、金山和摩托羅拉等等并获得了晨兴创投和IDGVC等数家企业之风险投资。2007年1月5日迅雷宣布其獲得第三次融资，來自领衔投资联创策源等公司。此後，谷歌中国也注資迅雷，并對其提供技術支持，当时在职的谷歌中国行政總裁李开复称注资迅雷与美国总部无关。2011年底，迅雷获得默多克3000万美元投资。2012年10月，迅雷获得由春华资本领投的5000万美元融资。2014年4月迅雷已完成新一轮3.1亿美元融资，其中小米科技领投2亿美元，金山软件投资9000万美元，迅雷的原投资方晨兴创投和IDG跟投2000万美元。2014年北京时间5月25日凌晨，迅雷向SEC提交了F-1招股书。迅雷招股说明书显示，迅雷拟通过IPO交易筹集最多1亿美元资金，股票交易代码为“XNET”。2015年3月10日，迅雷被美机构从“假冒及盗版恶名市场”名单中移除。

## 版本
| 设备 类型    | 运行平台       | 名称                | 最新版本号   | 发布日期       | 语言                                | 备注 |
| ------------ | -------------- | ------------------- | ------------ | -------------- | ----------------------------------- | --- |
| 电脑         | Windows        | 迅雷11              | 11.3.10.1912 | 2022年5月17日  | 简体中文                            | 最新版 |
| 电脑         | Windows        | 迅雷X               | 10.1.33.770  | 2020年4月10日  | 简体中文                            | |
| 电脑         | Windows        | 迅雷9               | 9.1.26.614   | 2017年2月23日  | 简体中文                            | |
| 电脑         | Windows        | 迅雷极速版          | 1.0.35.366   | 2016年8月4日   | 简体中文                            | 无广告 |
| 电脑         | Windows        | 迅雷7               | 7.9.44       | 2016年6月23日  | 简体中文                            | - |
| 电脑         | Windows        | 迅雷VIP尊享版       | 2.0.12.258   | 2014年4月22日  | 简体中文                            | 仅限迅雷白金会员和年费会员使用，软件无广告、无插件。可以关闭上传。                                           |
| 电脑         | Windows        | 迅雷游戏玩家版      | 7.2.90.92    | 2012年10月27日 | 简体中文                            | 专为游戏玩家打造的，集“找游戏、看资讯、游戏高速下载”为一体的下载工具，全游戏UI的设计风格，一切以游戏为中心。 |
| 电脑         | 迅雷精简版     | 1.5.3.288           | 2012年5月3日 | 简体中文       | 原为迷你迅雷，现已被该版本取代。    | |
| 迷你迅雷     | 3.1.1.58       |                     | 简体中文     |                |                                     | |
| 网页迅雷2009 | 2009 Beta2     | 2009年6月26日       | 简体中文     | —              |                                     | |
| Mac OS X     | Mac迅雷        | 3.0.4.2714          | 2017-02-27   | 简体中文       | 运行环境：Mac OS X 10.7或更高版本。 | |
| 移动设备     | S60            | 手机迅雷2010(S60V3) | 1.3.1.4      | 2010年9月21日  | 简体中文                            | — |
| 移动设备     | S60            | 手机迅雷2010(S60V5) | 1.3.1.4      | 2010年9月21日  | 简体中文                            | — |
| 移动设备     | Android        | 手机迅雷            | 5.33         | 2017年2月28日  | 简体中文                            | |
| 移动设备     | iOS            | 迅雷for iOS         | 5.20         | 2016年6月18日  | 简体中文                            | 现在已经从App Store下架                                                                                      |
| 移动设备     | Windows Mobile | 手机迅雷2010        | 1.3.2.4      | 2010年9月21日  | 简体中文                            | VGA格式：适用于手机系统为Windows Mobile6.1和6.5版本平台的机型，适用分辨率为480*640。                         |
| 移动设备     | Windows Mobile | 手机迅雷2010        | 1.3.2.4      | 2010年9月21日  | 简体中文                            | WVGA格式：适用于手机系统为Windows Mobile6.1和6.5版本平台的机型，适用分辨率为480*800。                        |
| 移动设备     | Windows Mobile | 手机迅雷2010        | 1.3.2.4      | 2010年9月21日  | 简体中文                            | QVGA格式：适用于手机系统为Windows Mobile6.1和6.5版本平台的机型，适用分辨率为240*320。                        |
| 移动设备     | Windows Mobile | 手机迅雷2010        | 1.3.2.4      | 2010年9月21日  | 简体中文                            | WQVGA格式：适用于手机系统为Windows Mobile6.1和6.5版本平台的机型，适用分辨率为240*400。                       |

## 服务
迅雷软件除了主要的下载功能外，默认还安装或内置迅雷看看、离线下载、狗狗搜索、迅雷比一比、软件升级和一些游戏等应用。

### 主功能
迅雷软件主要可进行超文本传输协议、檔案傳輸協議、BitTorrent协议及eDonkey网络的下载。

### 迅雷会员
迅雷会员是迅雷公司的付费增值服务。会员可以关闭广告、使用高速通道、离线下载、迅雷随身盘等服务。且会员会根据开通的时间增加成长值。当成长值达到一定的程度就会升级。会员级越高就有越高的高速通道流量和离线空间。

### 高速通道
高速通道可以通过迅雷的镜像服务器对下载进行加速。且只有文件在迅雷服务器存有镜像、或使用离线下载功能时才能使用。该功能需要开通迅雷会员才能使用。且需要根据文件的大小耗费会员用户的高速通道流量。每天凌晨02:00-12:00的时间段内下载资源能享受流量扣除减半的优惠。每月可用流量与迅雷会员等级有关。

### 离线下载
迅雷离线是一项收费服务。其基于迅雷“云下载”技术。用户提交了任务信息后，迅雷的服务器端会检查hash，如果未完成则在服务器端启动下载任务，然后再由用户从迅雷的服务器下载文件到自己的电脑上。迅雷离线一个新创建任务最多只能有2000个文件
同时，在进行P2P下载，如eDonkey网络与BitTorrent协议的下载时，迅雷的离线下载服务器不会向其他用户上传数据，而且伪装成easyMule的eMule Mod版本标签，这使其受到违背共享精神的指责。一些中国的P2P用户已经开始设法对迅雷的离线下载进行屏蔽。 2017年6月30日，迅雷關閉舊版的離線下载伺服器，使得迅雷7無法使用，而新版的迅雷9，使用的是一般的P2P對點上傳，這使得冷門資源難以下載，引發了付费會員的不滿，紛紛表示要退出迅雷。

### 云播放
云播放在公布初期是一个免费服务，随着业务的发展，逐渐变成注册用户才能使用，付费用户专用。迅雷公司一度提供视频列表分享，不过短暂的时间后又取消了这个功能。

### 远程下载
远程下载提供对远端设备的控制，远端设备可以是NAS，路由器，普通pc，迅雷公司提供给用户一个远程下载的web界面。

### 迅雷看看
迅雷看看是一个影视视频网站，提供影视视频的在线点播和下载。
在迅雷看看网站内播放视频需要迅雷看看高清播放器组件的支持。
2015年8月12日，迅雷看看更名响巢看看，由迅雷公司前高级副总裁张玉波任CEO。
响巢看看现已更名为天天看看。

#### 迅雷看看高清播放器组件
迅雷看看高清播放器组件是一个在线播放电影视频的插件。

### 迅雷影音
迅雷推出的一款播放器。
迅雷看看播放器目前可支援avi、wav、asf、rm、rmvb、mpeg、mpeg2、mpeg4、3gp、mov、qt、flv、swf、CD、DVD等數十種影音格式，開啟「迅雷看看」軟體後，按一下「打開文件」或直接將影片拖拉到迅雷看看視窗即可開始播放各類常見影片檔。

### 狗狗
狗狗搜索是迅雷公司提供的查询电影视频、音乐、游戏、软件等内容的搜索引擎。
为求在美IPO，2010年12月该公司以人民币1万元的价格卖掉了旗下三大业务之一的狗狗搜索。
2012年12月26日，狗狗搜索停止搜索服务

### 迅雷網遊加速器
新增加速器VIP會員，能更有效地降低網路遊戲高延時，解決卡機、掉線等問題。最初白金年費會員附送迅雷網遊加速器會員，但在2013年9月起已不再附送。

### 迅雷云盘
2020年，迅雷更新的版本中增加了个人云存储服务，支持分享文件、离线下载等。

## 技术原理

### P2SP
迅雷有自己的内容分發网络，对于某一个文件，迅雷通过其他用户下载时获取的数据，或者搜索引擎蜘蛛等方式，搜集到不同的超文本傳輸協定、檔案傳輸協議及點對點技術协议数据，保存在服务器端。在用户请求下载这个文件时，以类似Magnet链接的形式，从服务器直接获知多个协议的来源，有时也包括自己的迅雷客户端来源，从而提高下载速度。
这同时也要求自己的迅雷客户端在后台上传给其他迅雷客户端。不过由于数据上传未明显显示在界面上，虽在设置中用户也可进行一定限制，也受到迅雷用户的争议；而一般仅向迅雷客户端上传的行为，也受到其他P2P协议用户的“吸血”指责。

## 争议与问题

### P2P精神
迅雷由于在共享数据、开源和非盈利性等方面可能与P2P精神相悖，受到很多其它P2P协议客户端用户的极大不满与屏蔽。

#### “吸血”问题
不少其他P2P软件（如电骡emule）用户认为迅雷從其他P2P网络（或P2P文件分发系统，如eDonkey网络、BitTorrent协议）中下載資源後並不會上傳回饋或者極少回饋於該網路，其他迅雷客戶端用户将优先得到上传数据，有违相互分享的P2P精神和公平原则。目前的迅雷也有“插队”、“高速下载”模式、计划关机等可能非公平的功能。而对于迅雷离线下载，迅雷客服也明确表示，离线下载服务器不会向其他用户上传数据，另外它还伪装成easyMule的eMule Mod版本标签，因而也受到使用非吸血P2P客户端用户的批评。
迅雷被很多eDonkey网络用户认为是吸血驴。2007年，迅雷加入了eDonkey网络下载的功能。测试版将共享时间默认设置为30分钟，之后便不再上传，重启电脑后也不再上传已经下载的文件，引起了很大争议。而迅雷公司的回应也被用户指治标不治本。旧版迅雷曾经使用Xtreme等eMule Mod的Mod版本标签（ModString），它伪装成Xtreme等Mod的Mod版本标签也被Xtreme的官方动态反吸血驴保护（DLP）库加入屏蔽名单，现在迅雷已使用自己的Mod版本标签，但是离线下载服务器在连接到其他eDonkey客户端时，伪装成了easyMule的Mod版本标签。目前的迅雷连接到其他eDonkey客户端时，也会在用户设置的用户名之前加“[VeryCD]”标签；而且无法对自己的新文件生成eD2k链接，只能下载他人的eD2k链接；很多用户也认为迅雷多数是对自己的迅雷客户端上传数据，对其他P2P软件有明显歧视。
在BitTorrent协议方面，除了上述“插队”等功能的争议外，迅雷是否上傳回饋於BitTorrent协议软件也受到质疑，有用户在迅雷论坛发帖询问迅雷能否做种上传，迅雷官方回帖承认无做种功能。且目前的迅雷软件对BitTorrent协议可以设置限时分享，而对迅雷自己的网络则没有限时设置。
迅雷也主要因以上吸血问题，至今被Xtreme的官方DLP库以及BitComet等软件的一些用户所屏蔽。详见“被屏蔽”章节。

#### 开源与非盈利性
多数eDonkey网络软件（如eMule及其Mod）和少数BitTorrent协议软件为开源与/或非盈利性，开源也有助于他人的帮助开发，因而迅雷的闭源和盈利性也受到少数争议。不过迅雷是原创软件，其闭源与盈利一般来说不违反任何协议或者规范，也有像Share和Winny等闭源或BitTorrent等商业的P2P共享软件存在。
但是有eMule用户认为迅雷于2007年加入的连接下载eDonkey网络的功能（“eMule模块”）可能使用参考了GNU通用公共许可证授权软件eMule的源码，但未按协议开源，所以可能违反了协议。这也是官方DLP库屏蔽迅雷的除吸血外另一个理由。

### 隐私

#### 上传管理问题
迅雷自己的内容分发网络（迅雷的“P2SP”网络）要求自己的迅雷客户端在后台上传给其他迅雷客户端。而它所连接的其他P2P网络，也需要将数据传给其他P2P网络的客户端。但是它所有的上传（包括自己的和其他P2P的网络的）的任何情况均不显示在界面中。其他多数客户端，如eMule、μTorrent等，均具体显示上传数据大小、对象等。迅雷的隐蔽上传遭到了一些迅雷用户的批评。但也有观点认为这反而符合迅雷网络的P2P精神，杜绝“下了就跑”的现象。
迅雷隐蔽上传的数量、对硬盘的影响也有争议，见“资源占用”章节。
迅雷曾经无法管理上传，现在用户已可以进行部分设置。

#### 内容泄露问题
有说法称迅雷在其伺服器上建立候選資源列表，用以收集用戶下載的檔案特徵資料。迅雷客戶端一經執行，便會檢索客戶端電腦全部資源（無論用戶設定與否），並將該台電腦所擁有的檔案資源洩漏於伺服器。迅雷公司总裁邹胜龙否认了对用户硬盘的扫描，认为这是一种误解。

#### “盗链”问题
由于迅雷的“P2SP”网络需要搜集来源，用戶使用迅雷打開一個URL下載地址時，迅雷會将该URL来源上传给迅雷服务器并储存，將目標檔案資料發送至迅雷服务器進行比對檢索，並在短時間内返回大量擁有該檔案的目標来源。這些目標来源可能是存有該檔案的傳統HTTP/FTP伺服器或普通電腦。隨後，迅雷建立大量連接，從這些目標来源上下載目標檔案。这有可能会对一些与此次下载无关，却拥有同样檔案的伺服器或普通電腦产生不必要的流量，将URL来源储存于迅雷服务器上也可能侵犯了原文件所在伺服器或普通電腦的隐私。
迅雷的“盗链”也曾经导致有用户暴露了不想公开的服务器。而2006年也因此发生了抵制迅雷事件，但最终迅雷与华军软件园等站点和解。

### 资源占用
一些迅雷用户认为，迅雷占用大量电脑内存与CPU；由於迅雷隐蔽性地過量上傳資料，也佔用大量网络带宽，影响其他网络应用服务；过多读写也有損硬碟。但反驳者认为影响网络速度是P2P软件共同的特点；并从技术角度认为损耗硬盘一说缺乏根据。
也有解释认为，迅雷用户如不及时清理下载文件夹，启动迅雷之后就会对大量积压的已下载完文件进行访问，导致杀毒软件进行大量的病毒扫描工作以至于系统资源被大量占用。故可通过定时清理下载文件夹以及手动限制下载速度来避免系统资源被过度占用。

### 版权
迅雷站点上与狗狗搜索索引到的资源中有很多均未获正式的授权，因而招来了很多版权控诉。有时迅雷公司会做出一定赔偿，有时会交涉使原告撤诉。由于涉足盗版音乐和电影，美国贸易代表办公室将迅雷公司列入“臭名昭著的贸易场所”黑名单。

### 审查
和其他所有中国大陆网站一样，迅雷网站和它的狗狗搜索会遵守中国相关规定，在政治内容上有严格审查。而对于有关性的内容，迅雷网站有大量的盗版成人电影，此前多个媒体报道迅雷在线为“中国最大的色情资源聚合门户”，所以迅雷网站搜索系统会对一些关键字进行屏蔽，比如在其网站搜索关键字“色戒”和“AV女优”不会有资源类结果。但如果已知其链接依然可使用迅雷软件下载。

### 其他
迅雷在運作時會檢視系統設定，並建議修改系统连接数等設定，此修改可能會影響局域網的穩定性。但不少P2P软件都可以修改系统连接数，其目的只是增加P2P传输的带宽。

## 事件

### 2006年抵制迅雷事件
2006年6月2日，由于“盗链”问题，迅雷遭到了众多软件站的抵制和“封杀”，其中包括华军软件园、天空软件站等中国大陆内知名的软件收集下载站点均声称不再提供迅雷软件的下载。然而一周之后，迅雷就和华军软件园达成了和解，并表明共同开发、共同进步的立场。有人怀疑这是一场炒作，被华军和迅雷两方否认。

### 被屏蔽

#### eDonkey网络软件
在eDonkey网络中，由于迅雷在P2P精神上，特别是“吸血”的问题，至今被eMule Xtreme Mod的官方动态反吸血驴保护（DLP）库所屏蔽。支持DLP且默认使用官方DLP库的有Xtreme、MagicAngel、ScarAngel、Mephisto、X-Ray、StulleMule、NeoMule、CN、Dreamule等eMule Mod。MorphXT、EastShare等使用MorphXT的反吸血的eMule Mod也已屏蔽迅雷。
VeryCD Mod和easyMule原先支持并使用官方DLP库，屏蔽迅雷，VeryCD站长黄一孟也曾指责迅雷的“吸血”。但2008年后他们使用自己的DLP库放行了迅雷，有用户认为VeryCD公司可能已与迅雷公司合作。

#### BitTorrent协议软件
由于“吸血”问题，不少BitTorrent协议客户端（包括BitComet、BitSpirit）用户也将迅雷屏蔽。

#### 服务器端插件
由于迅雷的“盗链”问题，有用户开发出了“反迅雷”的服务器端插件，它能够识别出迅雷软件的请求并进行阻止。

### 2014年「净网行动」
2014年4月28日，深圳市迅雷网络技术有限公司发出公告，声明“坚决抵制任何淫秽色情以及可能涉及版权问题的内容”，配合国家“扫黄打非·净网2014专项行动”。

### 2017年8月高速下载服务无速度
2017年8月，多名迅雷用户到官方论坛指责“离线下载和高速通道”服务变为0速度，有用户称官方已关闭该两项服务，功能转为由“迅雷路由宝”提供。迅雷官方次日回应称此故障仅为显示问题，将于本周内全部修复。

### 2017年10月下载故障
约2017年10月10日起，迅雷旗下各软件陆续出现普遍的下载时报错、提示含违规内容，包括付费会员在内的众多用户普遍无法进行下载。迅雷官方微博回应错误因“众所周知的原因”，正在加进处理。此事件发生时临近和正逢中共十九大召开，坊间有传闻与此有关，并且有利用hosts文件屏蔽域名的方法成功解除限制。迅雷论坛有版主回应称“因系统优化，境外地区暂无法使用，预计11月1日恢复”（恢复时间后改为另行通知）。服务约在11月2日恢复正常。

### 链克（原玩客币）
2017年11月下旬，迅雷公司与迅雷大数据公司、迅雷金融就品牌授权、玩客币是否涉欺诈与违法违规等问题爆发口水战。12月3日晚，两公司发布联合公告，大数据公司将回购迅雷对其全部股权，并将更换名称，将业务品牌从迅雷切换为摸金狗。玩客币已更名为链克。

## 外部連結
- 迅雷产品中心 （页面存档备份，存于）